# Wisques
Wisques é uma comuna francesa na região administrativa de Altos da França, no departamento de Pas-de-Calais. Estende-se por uma área de 3,74 km². Em 2010 a comuna tinha 232 habitantes (densidade: 62 hab./km²).